# Macrocera edwardsi
Macrocera edwardsi är en tvåvingeart som beskrevs av Freeman 1970. Macrocera edwardsi ingår i släktet Macrocera och familjen platthornsmyggor. Inga underarter finns listade i Catalogue of Life.